# Золотурнская мадонна

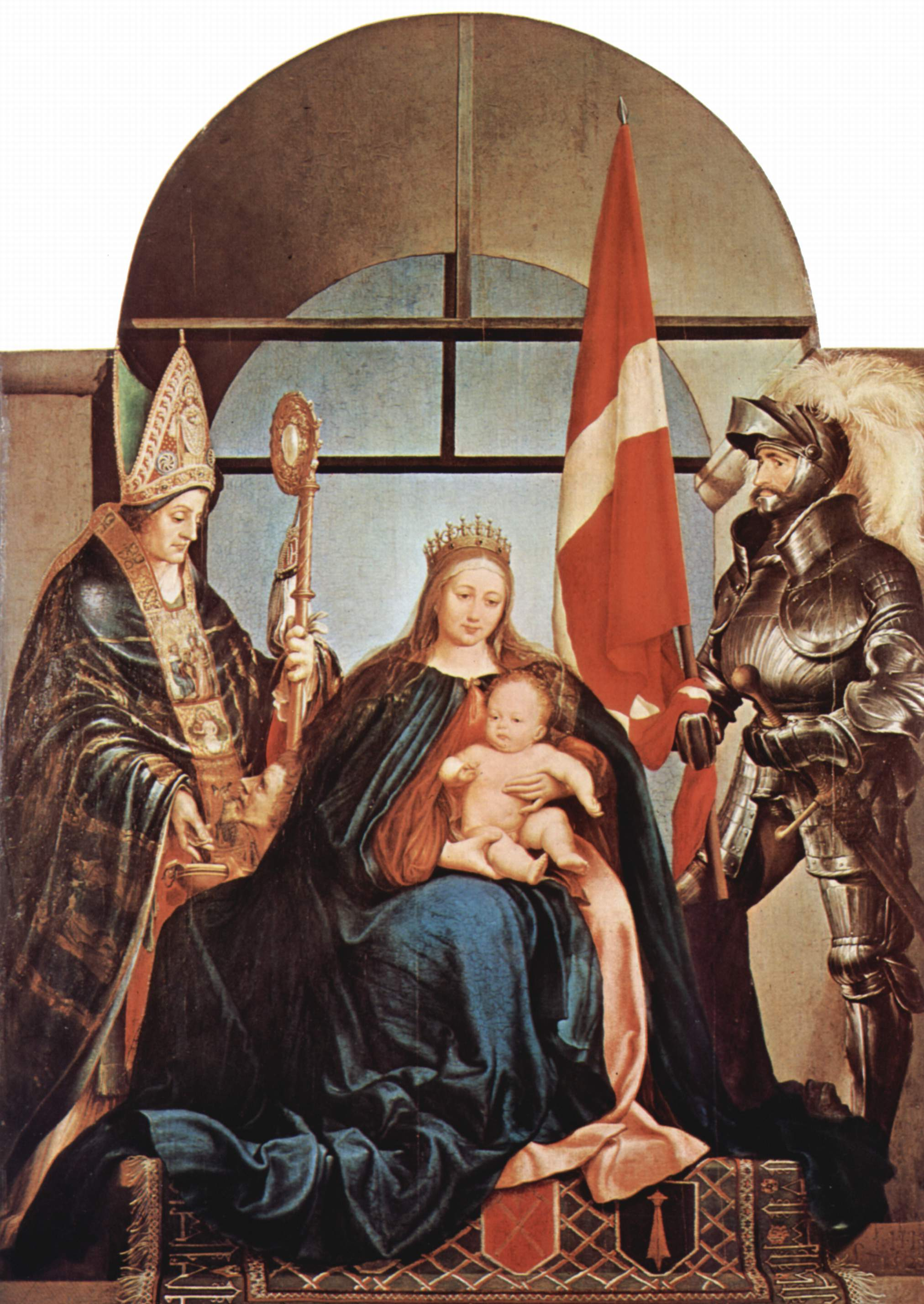
«Золотурнская мадонна»

«Золотурнская мадонна» (нем. Solothurner Madonna) — картина Ганса Гольбейна Младшего, была написана художником в 1522 году в Базеле. На картине изображена Дева Мария с младенцем Иисусом в окружении Святого Мартина в епископском облачении, пред которым склонился нищий, и Урса Золотурнского в рыцарских латах. Один из двух сохранившихся изображений Мадонны кисти Гольбейна Младшего. Гольбейн использовал свою жену, Элсбет, в качестве модели для Мадонны, а младенец, как полагают, был срисован с маленького сына Элсбет и Гольбейна Филиппа.
Судя по форме, картина предназначалась для некой церкви и была обнаружена в плохой сохранности в 1864 году в часовне Всех Святых в Гренхене недалеко от Золотурна. С 1879 года «Золотурнская мадонна» находится в собственности муниципалитета Золотурна и демонстрируется в Золотурнском художественном музее, что и дало название этой работе Гольбейна.